# Cameron Brannagan
Cameron Mark Thomas Brannagan, född 9 maj 1996 i Manchester, är en engelsk fotbollsspelare (mittfältare) som spelar för den engelska klubben Oxford United.